# Kościół Niepokalanego Poczęcia Najświętszej Marii Panny w Bobrujsku
Kościół Niepokalanego Poczęcia Najświętszej Marii Panny w Bobrujsku – rzymskokatolicka świątynia znajdująca się w Bobrujsku przy ul. Październikowej (Kastrycznickiej). 

## Historia
Kościół zbudowano w 1903 przy ówczesnej ulicy Kościelnej, po tym jak władze carskie zaczęły łagodzić politykę wobec katolików na terenach zabranych. Zaprojektowany w stylu neogotyckim, m. in. z ostrołukowymi oknami po bokach, obiekt wzniesiono z nietynkowanej czerwonej cegły. W 1918 władze radzieckie ulokowały w kościele muzeum, później budynek służył jako klub pracowniczy, kawiarnia, ostatecznie umieszczono w nim dom kultury. Po II wojnie światowej dokonano przebudowy świątyni, zastępując neogotycki fronton socrealistyczną fasadą i dobudowując strop. 
Po 1991 roku bobrujscy katolicy odzyskali swój kościół.

## Kościół w kulturze
Opis kościoła znalazł się w powieści Floriana Czarnyszewicza pt. "Nadberezyńcy". Autor przedstawił go jako ważny ośrodek religijny Polaków z ziem zabranych, cel pielgrzymek i miejsce organizacji świąt katolickich, które zarazem były manifestacjami polskości. Podał jednak błędne wezwanie świątyni: Świętej Trójcy. Wygląd został opisany następująco:

(…) kościół był murowany i okazalszy, niż wszystkie gmachy, niż wszystkie świątynie w mieście. Wieża wysoka – że strach z niej spojrzeć w dół. Wnętrze na pięknych filarach, obszerne, przepełnione pamiątkami świętymi, upiększone sztuką. Ołtarz potrójny, ze spiczastymi wieżyczkami, rzeźbiony. Przepiękne drogocenne żyrandole. Las chorągwi i bogatych sztandarów. Wkoło olbrzymie obrazy i posągi święte. Okna w witrażach. Ławki, fotele, trony, konfesjonały kunsztowne. Organ tak potężny, że ludzie mówili, iż gdyby go organista puścił na cały duch, serce by się człowiekowi oderwało. Dzwony, gdy biły, zagłuszały całe miasto. Katedra nie powstydziłaby się takiego budynku i bogactwa, jakie miał bobrujski dekanacki kościół.

## Galeria

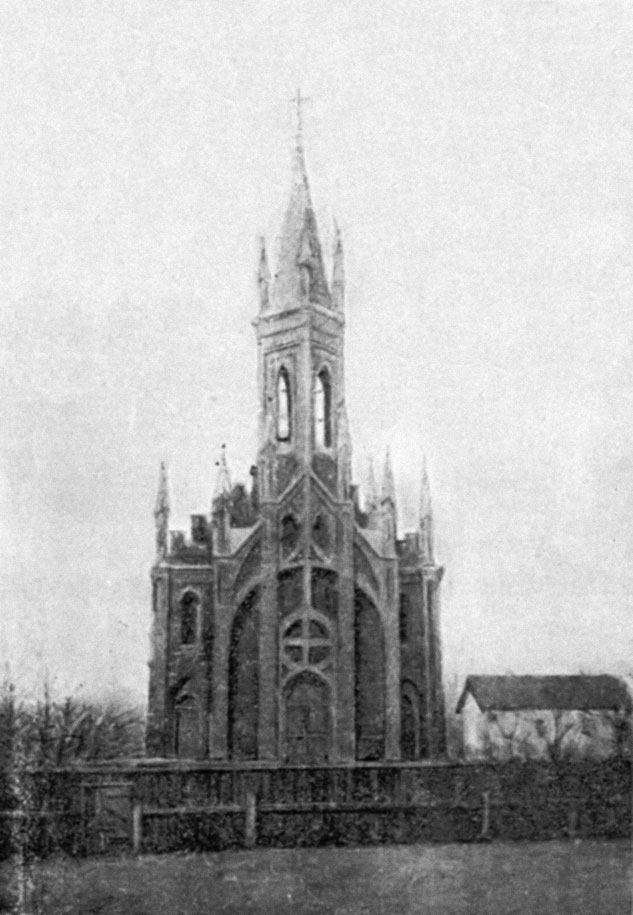
Kościół przed I wojną światową
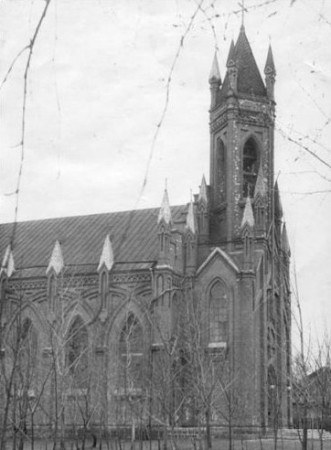
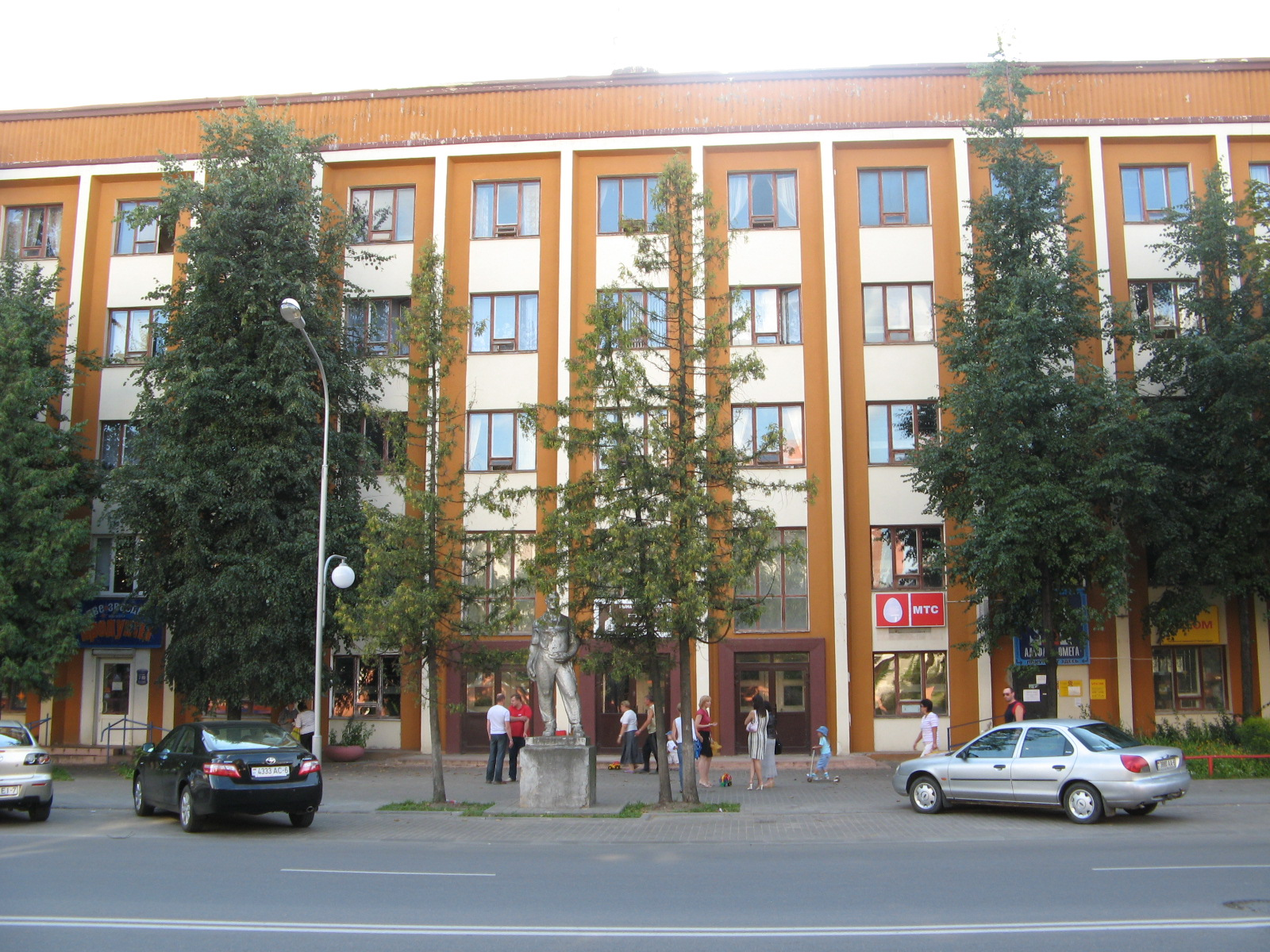
Socrealistyczny budynek stanowiący fasadę kościoła
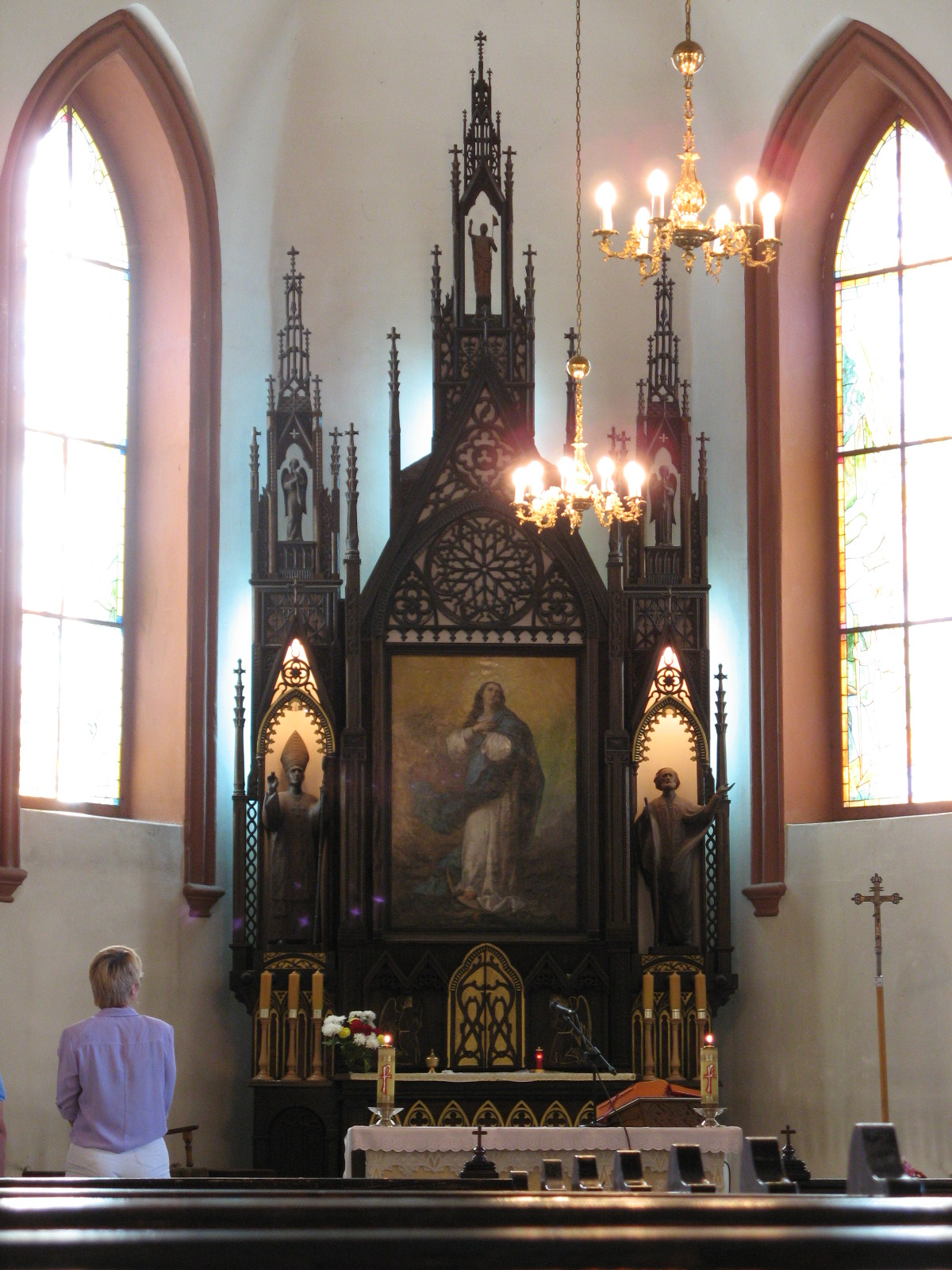
Ołtarz główny
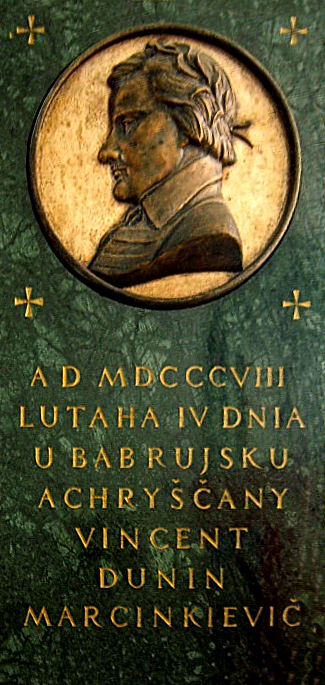
Tablica upamiętniająca chrzest poety Wincentego Dunina-Marcinkiewicza, który odbył się 4 lutego 1808 roku w Bobrujsku